# NGC 1234
NGC 1234 je   prečkasta spiralna galaksija u zviježđu Eridan. Otkrio ju je Francis Preserved Leavenworth 1886. godine.
Njen prividni sjaj je magnitude14.2.

## Vanjske poveznice
- Digitized Sky Survey - NG 1234 photo  Arhivirana inačica izvorne stranice od 7. srpnja 2020. (Wayback Machine)